# ادام ثیرول
ادام ثیرول (انگلیسی: Adam Thirlwell؛ زادهٔ ۲۲ اوت ۱۹۷۸) یک نویسنده، و رمان‌نویس اهل بریتانیا است.